# ابراهیم دباغ
ابراهیم دَبّاغ (۱۸۸۰، یافا - ۱۹۴۷، قاهره) (نسب: ابراهیم بن مصطفی بن عبدالقادر) ادیب، شاعر فلسطینی بود. در جوانی به مصر رفت و در الازهر درس خواند. زندگی سختی گذراند و در پیری بینایی خود را از دست داد. طلیعه در دو جلد، دیوان اشعار اوست. برادرزاده‌اش، مصطفی دباغ بعدها برخی از نامه‌ها، دست‌نوشته‌ها و برگزیدهٔ آثار او را گردآورد و در دو کتاب با عنوان‌های حدیثِ صومعه و در سایهٔ آزادی چاپ کند.